# Lukolela
Lukolela är en ort i Kongo-Kinshasa. Den ligger i provinsen Équateur, i den västra delen av landet, 400 km nordost om huvudstaden Kinshasa.